# 巴東島
巴東島是印度尼西亞廖內省梅兰蒂群岛县的島嶼，位於蘇門答臘島以東的馬六甲海峽，面積1,109平方公里，南北端相距60公里，地勢平坦。2007年人口47,470，島上15個村莊都處於海邊。
1°9′N 102°21′E / 1.150°N 102.350°E